# Ludwigia tomentosa
Ludwigia tomentosa là một loài thực vật có hoa trong họ Anh thảo chiều. Loài này được (Cambess.) H. Hara mô tả khoa học đầu tiên năm 1953.

## Hình ảnh

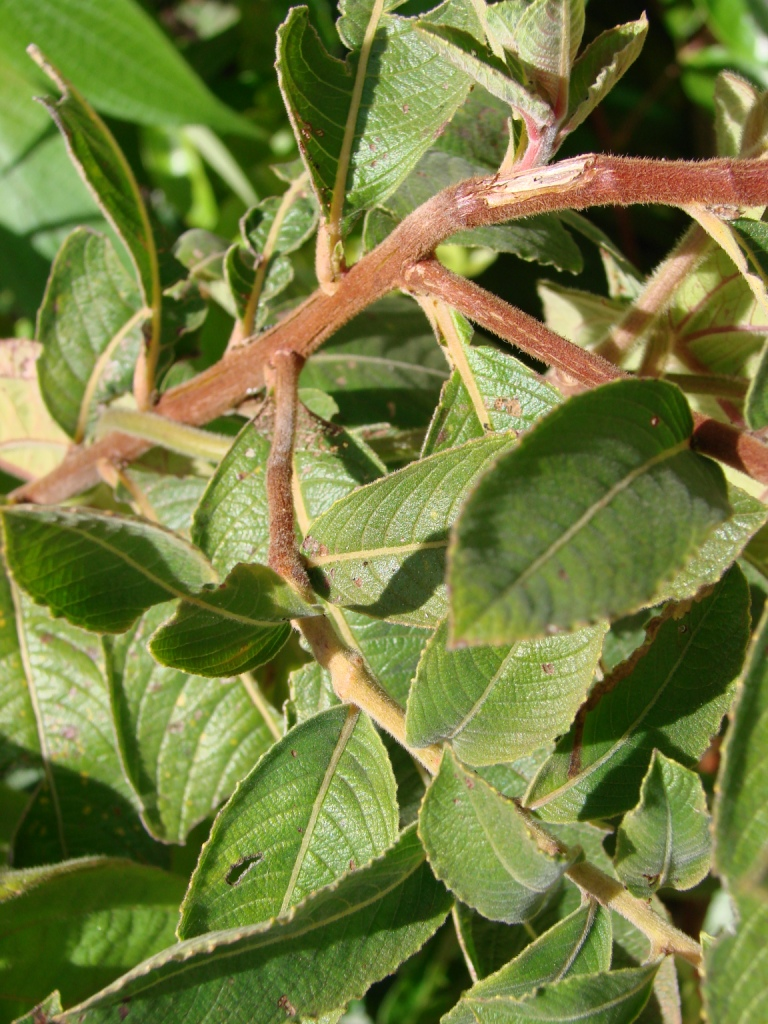
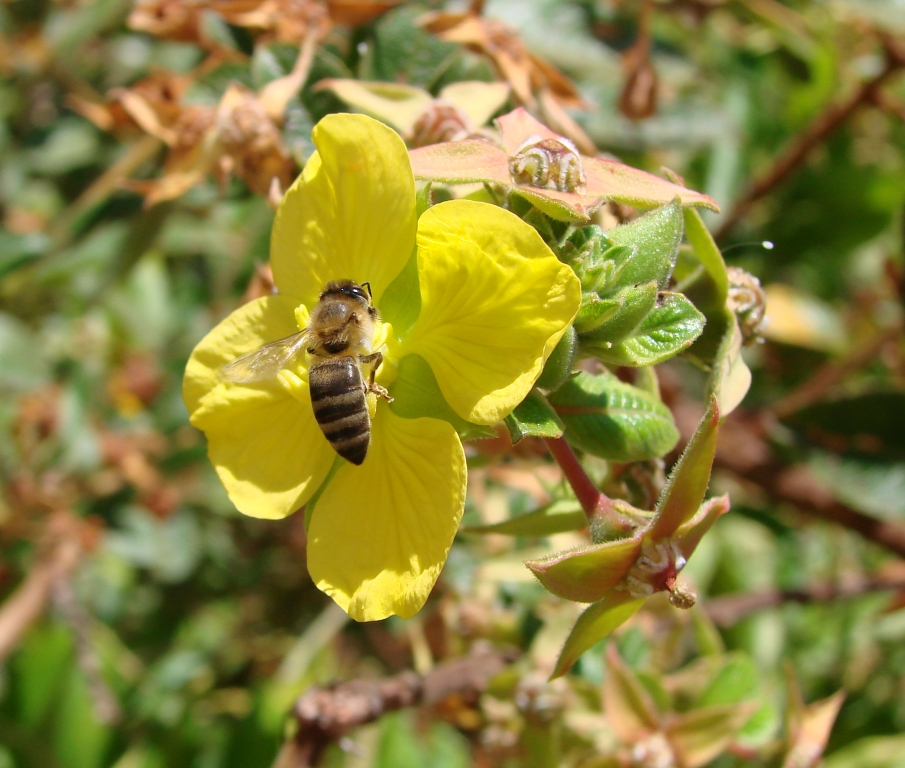